# کوار
کَوار شهری در بخش مرکزی شهرستان کوار در استان فارس و مرکز شهرستان کوار می‌باشد.
شهرستان کوار به مرکزیت شهر کوار با مساحت ۱۶۵۰ کیلومتر مربع در مرکز استان فارس قرار دارد. جمعیت این شهرستان طبق آخرین سر شماری ۱۳۹۰ شمسی بابر با۹۵۰۰۰ نفر و جمعیت شهر کوار ۱۰۰٬۵۴۵ تن می‌باشد. کوار در ۵۰ کیلومتری جنوب غربی کلانشهر شیراز قرار دارد. روستای نوروزان جزو بهترین و مهم‌ترین قطب‌های تولید انگور و انواع میوه‌های دیگر این شهرستان است که پیشینه ای بیش از هفتصد سال دارد. شهرستان کوار معروف به دشت خودروی گیاه گندنا ودر زمان ساسانیان پادگان نظامی سپاه ساسانی بوده‌است.

## وجه تسمیه
کوار کلمه‌ای فارسی است و به معنای سبدی پر از میوه می‌باشد.
در برخی منابع تاریخی نام کُواد بر این شهر اطلاق شده‌است. در فارسنامه ابن بلخی در سال۵۰۰ ه‍.ق از قباد ساسانی که در سال‌های ۴۸۷ تا ۵۳۱ میلادی پادشاه ایران بوده‌است به عنوان بانی این شهر یاد شده‌است: چون قباد به پادشاهی نشست، سیرت‌های نیکو نهاد و عمارت‌های خرم بنا نهاد؛ و آثار او این شهرهاست کی در اصل او بنا کرده‌است، ارجان و نواحی آن … شهر آباد کُواد،.... قباد: کواذ: کواد: کوار

## جغرافیا
کوار با عرض جغرافیایی ۱۱ درجه و ۲۹ دقیقه و طول جغرافیایی ۴۲ درجه و ۵۲ دقیقه در مرکز استان فارس قرار دارد. شهرستان کوار از شمال با کلانشهر شیراز، از غرب با شهرستان فیروزآباد، از جنوب با شهرستان خفر و از شرق با شهرستان سروستان همسایه است.
کوار با متوسط ارتفاع ۱۵۸۹ متر از سطح دریا قرار دارد و هوای آن در زمره هوای معتدل مدیترانه‌ای به‌شمار می‌رود. دمای این شهرستان در گرم‌ترین روزهای تابستان تا ۴۳ درجه سانتی گراد و در سردترین شب‌های زمستان تا منهای ۵ درجه سانت گراد می‌رسد. متوسط بارندگی در این شهرستان ۳۲۴ میلی‌متر است.
جغرافیای کوار از دره و کوه گرفته تا دشت و رودخانه را شامل می‌شود، رود قره آغاج دومین رود بزرگ استان فارس از میان دشت‌ها و دره‌های کوار عبور می‌کند و پیوندی نا گسستنی با فرهنگ مردم کوار دارد، علاوه بر این در منطقه فرمشکان به دلیل وجود چشمه ساران فراوان رودخانه دیگری به نام گبری جریان دارد که از چشمه‌های فرمشکان سرچشمه گرفته و به قره آغاج می‌پیوندد. رشته کوه بزرگ سپیدار بلندترین ارتفاع جنوب کشور نیز در این شهرستان وجود دارد که قلل بلند این رشته کوه در منطقه فرمشکان کوار به بلندای ۳۱۰۰ متر می‌رسد و مملو از جنگل‌های انبوه و چشمه ساران فراوان است.

## تاریخ
شهر کوار در سال ۵۰۰ میلادی توسط قباد اول ساسانی بنیان گذاشته شد. البته آثار کاخی هخامنشی به جا مانده در این شهرستان و تپه‌های باستانی پیش ان بنای سد تاریخی بند بهمن، نشان می‌دهد که بسیار پیشتر از زمان قباد ساسانی، منطقه کوار سکونتگاه و البته ناحیه‌ای آبادان و حاصلخیز بوده‌است، که از منابع مهم تأمین غلات و میوه جات در ایران در بوده. والبته به دلیل هم جواری با شهر گور، خاستگاه و نخستین پایتخت ساسانیان و قرار گرفتن در مسیر بندر سیراف به شمال از راه‌های اصلی ارتباطی ایران از لحاظ نظامی و اقتصادی بوده‌است.
کوار در ادوار تاریخی پس از اسلام نیز همچنان اهمیت خود را به عنوان یک شاهراه و قطب کشاورزی حفظ کرده‌است؛ و شهری خرم و آباد که دارای استقلال قضایی و مسجد جامعی بزرگ بوده‌است. و همچنین گلاب کوار به عنوان مرغوبترین و خوشبوترین گلاب جهان، شهره آفاق بوده‌است.
در تقسیمات نوین کشوری زمان صفویه، کوار یکی از بلوکات ۱۰۴ گانه ایران می‌شود؛ و در همین زمان طایفه بورکی به این منطقه کوچانده می‌شوند و امور دیوانی و حکومتی کوار به آن‌ها واگذار می‌شود. در همین دوران پلی جدید و کاروانسرایی بزرگ در کوار احداث می‌شود. کوار یک بار در سال ۱۱۶۵ ه‍.ق توسط علیمردان خان بختیاری، رقیب کریم خان زند، ویران می‌شود. اما در دوران کریم خان زند که ملا ماندگار بورکی کلانتر کوار بوده‌است، آبادانی‌های بسیاری در کوار ایجاد می‌گردد.
در دوران قاجار، مردم کوار، نقشی تأثیرگذار در مبارزات ضد قاجاری و ضد استعماری داشتند و اوج آن را می‌توان در نهضت مشروطه دید که سردمدار این نهضت در فارس را یک کواری به نام میرزا حسین خان معتمد دیوان کواری به عهده داشته‌است و عاقبت نیز در این راه جان می‌سپارد.

## مردم

### جمعیت
بر پایه سرشماری عمومی نفوس و مسکن در سال ۱۳۹۵ جمعیت این شهر ۳۱٬۷۱۱ نفر بوده‌است.

### زبان
زبان مردم کوار فارسی و قشقایی است زبان فارسی در این شهر که دارای لهجه خاص خود می‌باشند و اندکی تحت تأثیر لهجه شیرازی می‌باشد.

### دین و مذهب
دین و مذهب مردم کوار شیعه اثنی عشری است.

## آثار و ابنیه تاریخی
در شهرستان کوار، تپه‌های تاریخی پیش از تاریخ تا زمان هخامنشیان وجود دارد، که بعضی از آن‌ها توسط باستان شناسان، کاوش شده‌اند، مثل تل هکوان و…
اما مهم‌ترین بنای باستانی موجود در کوار سد تاریخی بند بهمن می‌باشد، که بنای آن به زمان هخامنشیان می‌رسد؛ و قدیمی‌ترین سد مورد استفاده در ایران می‌باشد؛ و همچنین پل ارتباطی بر روی رودخانه قره آغاج که در زمان ساسانیان بنا شده‌است و پلی دیگر که در زمان صفویان بر روی این رودخانه بنا شده‌است؛ و البته آثاری از کاخی هخامنشی نیز در این شهرستان وجود دارد.

### اماکن زیارتی
مشهورترین زیارتگاه کوار، بقعه امام زاده ابوالقاسم از نوادگان امام موسی کاظم (ع) مشهور به شاهزاده ابوالقاسم می‌باشد که در دامنه کوه مشرف به دشت کوار، در مسیر جاده شیراز به کوار واقع شده‌است؛ و چند امام زاده در روستاهای دیگر منطقه که مورد احترام اهالی شهرستان می‌باشند.
حرم مطهر شهدای گمنام شهرستان کوار که قبور مطهر ۵ شهید گمنام و یابود شهید حاج عبدالله اسکندری در آنجا هست.
حرم مطهر شهید گمنام شهر اکبرآباد واقع در تفرجگاه خضرنبی که محل دفن یک شهید گمنام میباشد

## مشاهیر

### معتمد دیوان کواری
میرزا حسین خان معتمد دیوان کواری اولین فرزند غلامرضا خان کلانتر کوار در زمان ناصرالدین شاه قاجار و از نوادگان ملا ماندگار می‌باشد. او در شیراز به تحصیلات علمیه و کمالات رسمیه می‌پردازد و در خوشنویسی و کتابت نیز سر آمد می‌شود. و همزمان به دستگاه قوام حاکم فارس وارد می‌شود، در آنجا به سرعت مراتب ترقی را طی نموده و پس از اندکی پیشکار قوام در فارس می‌شود. مدت‌ها پیش از انقلاب مشروطه پی به خیانت‌ها و جاسوسی‌های قوام می‌برد و از آنجا راه خود را از قوام جدا می‌کند و به مبارزه با حاکمیت قوام در فارس می‌پردازد. در انقلاب مشروطیت به سبب نفوذ و اعتبارش به رهبری مشروطه خواهان فارس می‌رسد و در اولین اقدام آیت‌الله لاری را به شیراز دعوت می‌کند؛ و شهریه طلاب علوم دینی در فارس را با هزینه خودش دو برابر می‌کند و مبارزات مسلحانه را در سراسر فارس را شروع می‌کند، به دستور او قوام به قتل می‌رسد. پس از آرامش نسبی در زمان مشروطه، به خواست مشروطه خواهان، توسط شاه ایلخان ایلات خمسه جنوب ایران می‌شود. فرزندان قوام کینه او را به دل می‌گیرند و در اقدامی توسط عوامل آن‌ها به قتل می‌رسد و ضربه مهلک دیگری بر پیشانی مشروطه خورده می‌شود.

### علی به کواری
عارف و سالک اوایل قرن پنجم هجری که از معاشران شیخ عبداله خفیف بوده‌است و اقصی عالم را گشته و بعد از سفر حج به دیار خود کوار برگشته و در همان‌جا، در خانقاه خود، کنج عزلت گزیده و مریدان خود را ارشاد می‌کرده‌است. تا در سال ۴۲۰ ه‍.ق در کوار جان به جان آفرین تسلیم کرده‌است.

### سعید کواری
شاعر و سخنور کواری قرن دهم هجری که امروزه از دیوان اشعار او به جز چند شعر در دست نمی‌باشد.

### ملا ماندگار بورکی
ضابط و کلانتر بلوک کوار در زمان کریم خان زند می‌باشد و اجدادش از زمان صفویه در این سمت بوده‌اند. ملا ماندگار انسانی بزرگ و بخشنده بود که وصف بخشندگی او به شاه زند می‌رسد. کریمخان او را خوانده و از او راز بخشایش بیش از اندازه اش را جویا می‌شود و وی در جواب چندین خوانچه از غلات و میوه جات کوار به خدمت شاه می‌برد و می‌گوید که گنج او کشت و زرع می‌باشد. در زمان ملا ماندگار، کشاورزی در کوار رونق بیشتری می‌گیرد و او کانال آبی را احداث می‌کند که از بند بهمن به نقاط شمالی و شرقی دشت کوار آب می‌رساند و موجب آبادانی بسیار در دشت کوار می‌گردد.

## مراکز درمانی
- بیمارستان حضرت فاطمه الزهرا با ظرفیت ۳۳ تخت فعال که در سال ۱۳۹۶ تأسیس گردید و دارای بخش‌های اطفال، اورژانس بستری، داخلی، ICU ,CCU، زنان، جراحی مردان و پست پارتوم است[۱۳]
- مرکز خدمات جامع سلامت شهری امیرالمؤمنین کوار

## علم و فرهنگ

### دانشگاه‌ها
- دانشگاه پیام نور کوار
- مرکز آموزش علمی-کاربردی علوم پزشکی کوار

### پایگاه‌های خبری
شهرستان کوار دارای دو پایگاه خبری رسمی دارای مجوز از وزارت ارشاد به نام‌های کواره و بهار کوار هست.

## اقتصاد

### کشاورزی
دشت کوار به دلیل خاک بسیار مرغوب و حاصلخیز و همچنین بر خورداری از آب دایمی رودخانه قره آغاج از مراکز مهم کشاورزی کشور می‌باشد؛ که در تولید بسیاری از محصولات زراعی و باغی در رده‌های بالای تولیدی در فارس و کشور ایران قرار دارد. محصولاتی چون گندم، جو، ذرت، هندوانه، انگور، انار، هلو، انجیر،

### دامپروری
کوار از مراکز عمده تولید شیر و گوشت کشور می‌باشد. وجود سه کارخانه لبنیاتی و صدها گاوداری بزرگ و کوچک صنعتی و سنتی گواه این مدعا می‌باشد.

### حمل و نقل
وجود بیش از۱۰۰۰۰ کامیون در این شهرستان نشان دهنده سهم بزرگ این شهرستان در حمل و نقل جاده‌ای در کشور می‌باشد.

### صنعت

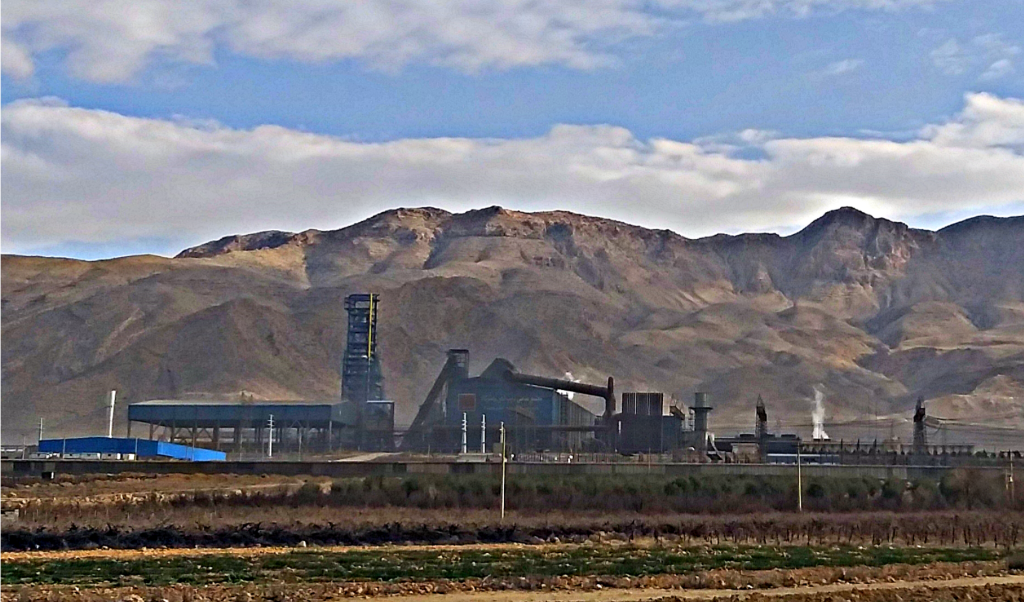
مجتمع فولاد پاسارگاد کوار

با احداث بزرگ‌ترین کارخانه فولاد بخش خصوصی کشور در کوار، این شهرستان به یکی از قطب‌های تولید فولاد بدل گشته‌است. ذوب‌آهن پاسارگاد کوار از طرح‌های اقتصادی این شهرستان است، این طرح با اعتبار خارجی ۴۴۳ میلیون و ۵۰۰ هزار یورو و اعتبار داخلی ۳۹۶ میلیارد تومان و با همکاری شرکت‌هایی از اتریش، ایتالیا و ژاپن، آلمان احداث آن تقریباً تمام می‌باشد.
یکی از مجهزترین کارخانه خوراک دام و طیور (شیرین دانه) در این شهرستان می‌باشد و همچنین کارخانه قند و ده‌ها واحد تولید مختلف در این شهرستان مشغول به فعالیت می‌باشند.

#### کوره‌های آجر فشاری
بیشترین تولید آجر در استان فارس مربوط به این شهرستان می‌باشد.

## در مجلس
شهرستان‌های کوار، سروستان و خرامه، دارای یک نماینده در مجلس شورای اسلامی هستند که تا کنون اسماعیل نوروزی در دوره چهارم، سعدالله روستا طسوجی در دوره ششم، نصرالله کوهی باغ‌اناری در دوره هشتم و عبدالعلی رحیمی مظفری در دوره یازدهم از این شهرستان به مجلس شورای اسلامی راه یافته‌اند.